# Solenopsis quinquecuspis
Solenopsis quinquecuspis är en myrart som beskrevs av Auguste-Henri Forel 1913. Solenopsis quinquecuspis ingår i släktet eldmyror, och familjen myror. Inga underarter finns listade i Catalogue of Life.